# Plusiodonta chalsytoides
Plusiodonta coelonota là một loài bướm đêm trong họ Noctuidae.